# ۳۱۳ (قمری)
۳۱۳ هجری قمری، سیصد و سیزدهمین سال در گاهشماری هجری قمری است. اول محرم این سال برابر با ۲۹ مارس سال ۹۲۵ میلادی و ۱۴ فروردین ۳۰۴ هجری شمسی است.

## مرگ‌ها
- ۵ شعبان - محمد زکریای رازی پزشک، فیلسوف و شیمی‌دان ایرانی.